# مینتلو
مینتلو (به انگلیسی: Mintlaw) یک روستا در بریتانیا است که در آبردین‌شایر واقع شده‌است. مینتلو ۲٬۷۲۰ نفر جمعیت دارد.